# Мисс Россия 2023
Мисс Россия 2023 — 29-й ежегодный национальный конкурс красоты Мисс Россия, финал которого состоялся 8 октября 2023 года в Москве в концертном зале Barvikha Luxury Village. Победительницей стала представительница города Санкт-Петербург — Маргарита Голубева.

## Закулисье
18 сентября стартовала подготовка к конкурсу красоты, финал которого состоялся 8 октября в Москве.
Победительница представит на международном конкурсе «Мисс Вселенная 2023», финал которого состоится 18 ноября в Сан-Сальвадоре, Сальвадор.

## Результаты
Результаты конкурса красоты:
| Финальные результаты | Участница |
| -------------------- | --- |
| Мисс Россия 2023     | - Санкт-Петербург — Маргарита Голубева |
| 1 Вице-Мисс          | - Тольятти — Елизавета Дудина |
| 2 Вице-Мисс          | - Якутия — Любовь Хохолова |
| Топ-10               | - Кирово-Чепецк — Варвара Шутова - Краснодарский край — Ксения Захарченко - Москва — Полина Поленович - Пермь — Анастасия Омелина - Тюмень — Александра Сташкевич - Марий Эл — Анастасия Антонова - Удмуртия — Анастасия Тетерина                                                                                           |
| Топ-20               | - Нижнекамск — Камилла Гарипова - Тыва — Ариана Ахметова - Краснодар — Анастасия Веснинова - Самарская область — Влада Прилепина - Казань — Екатерина Морозова - Екатеринбург — Алена Харланова - Чита — Арина Филиппова - Одинцово — Екатерина Смилянец - Московская область — Анастасия Минаева - Карелия — Анфиса Попова |

## Участницы
Список участниц конкурса красоты:
| Имя                    | Родной регион/город             | Возраст | Итоговое место   | Примечание             |
| ---------------------- | ------------------------------- | ------- | ---------------- | ---------------------- |
| Ариана Ахметова        | Республика Тыва                 | 19      | Топ-20           | По другим данным ей 18 |
| Анастасия Антонова     | Республика Марий Эл             | 23      | Топ-10           |                        |
| Варвара Шутова         | Кирова-Чепецк                   | 19      | Топ-10           |                        |
| Ксения Захарченко      | Краснодарский край              | 22      | Топ-10           |                        |
| Александра Сташкевич   | Тюмень                          | 18      | Топ-10           |                        |
| Любовь Хохолова        | Республика Саха (Якутия)        | 22      | 2-я Вице-мисс    |                        |
| Екатерина Смилянец     | Одинцово                        | 22      | Топ-20           |                        |
| Юлия Колмакова         | Новосибирск                     | 23      |                  |                        |
| Татьяна Политова       | Республика Башкортостан         | 22      |                  |                        |
| Софья Хропаль          | Ставрополь                      | 19      |                  |                        |
| Анастасия Омелина      | Пермь                           | 19      | Топ-10           |                        |
| Маргарита Голубева     | Санкт-Петербург                 | 22      | Мисс Россия 2023 |                        |
| Ева Авраменко          | Оренбург                        | 20      |                  |                        |
| Анастасия Минаева      | Московская область              | 18      | Топ-20           |                        |
| Анфиса Попова          | Республика Карелия              | 19      | Топ-20           |                        |
| Анна Черненко          | Иркутск                         | 18      |                  |                        |
| Анна Павлова           | Республика Чувашия              | 20      |                  |                        |
| Екатерина Морозова     | Казань                          | 22      | Топ-20           |                        |
| Полина Поленович       | Москва                          | 23      | Топ-10           |                        |
| Анжелика Григорьевская | Алтайский край                  | 22      |                  |                        |
| Милена Кислова         | Новосибирская область           | 18      |                  |                        |
| Ксения Рогожина        | Еманжелинск                     | 21      |                  |                        |
| Милена Вацик           | Республика Хакасия              | 22      |                  |                        |
| Арина Моргунова        | Ростов-на-Дону                  | 19      |                  |                        |
| Полина Матренина       | Самара                          | 23      |                  |                        |
| Даяна Иванова          | Кабардино-Балкарская республика | 18      |                  |                        |
| Анастасия Веснинова    | Краснодар                       | 18      | Топ-20           |                        |
| Злата Соколова         | Череповец                       | 19      |                  |                        |
| Камилла Гарипова       | Нижнекамск                      | 22      | Топ-20           |                        |
| Алена Харланова        | Екатеринбург                    | 23      | Топ-20           |                        |
| Алина Писмарева        | Ярославль                       | 20      |                  |                        |
| Валерия Лукина         | Иваново                         | 23      |                  |                        |
| Анастасия Исаева       | Магнитогорск                    | 20      |                  |                        |
| Елизавета Дудина       | Тольятти                        | 20      | 1-я Вице-мисс    |                        |
| Елизавета Василенко    | Сочи                            | 20      |                  |                        |
| Елизавета Ефремова     | Тюменская область               | 19      |                  |                        |
| Анастасия Тетерина     | Удмуртская Республика           | 22      | Топ-10           |                        |
| Арина Филиппова        | Чита                            | 20      | Топ-20           |                        |
| Виктория Федорищева    | Приморский край                 | 22      |                  |                        |
| Дарья Безнощенко       | Омск                            | 18      |                  |                        |
| Ульяна Одинцова        | Тверь                           | 18      |                  |                        |
| Анастасия Климова      | Тамбов                          | 18      |                  |                        |
| Мария Буднякова        | Нижний Новгород                 | 22      |                  |                        |
| Марианна Алиева        | Республика Дагестан             | 22      |                  |                        |
| Влада Прилепина        | Самарская область               | 21      | Топ-20           |                        |
| Эвелина Шогенова       | Нальчик                         | 20      |                  |                        |
| Радэля Ахметшина       | Республика Татарстан            | 21      |                  |                        |
| София Коврижникова     | Челябинск                       | 19      |                  |                        |
| Екатерина Воробьева    | Оренбургская область            | 21      |                  |                        |
| Елизавета Олексина     | Биробиджан                      | 22      |                  |                        |